# Munna caprinsula
Munna caprinsula là một loài chân đều trong họ Munnidae. Loài này được Kensley & Schotte miêu tả khoa học năm 1994.